# Sjöskogen och Strand
Sjöskogen och Strand – miejscowość (tätort) w Szwecji, w regionie administracyjnym (län) Västra Götaland, w gminie Uddevalla.
Według danych Szwedzkiego Urzędu Statystycznego liczba ludności wyniosła: 447 (31 grudnia 2015), 476 (31 grudnia 2018) i 469 (31 grudnia 2019).